# 常時表示ディスプレイ

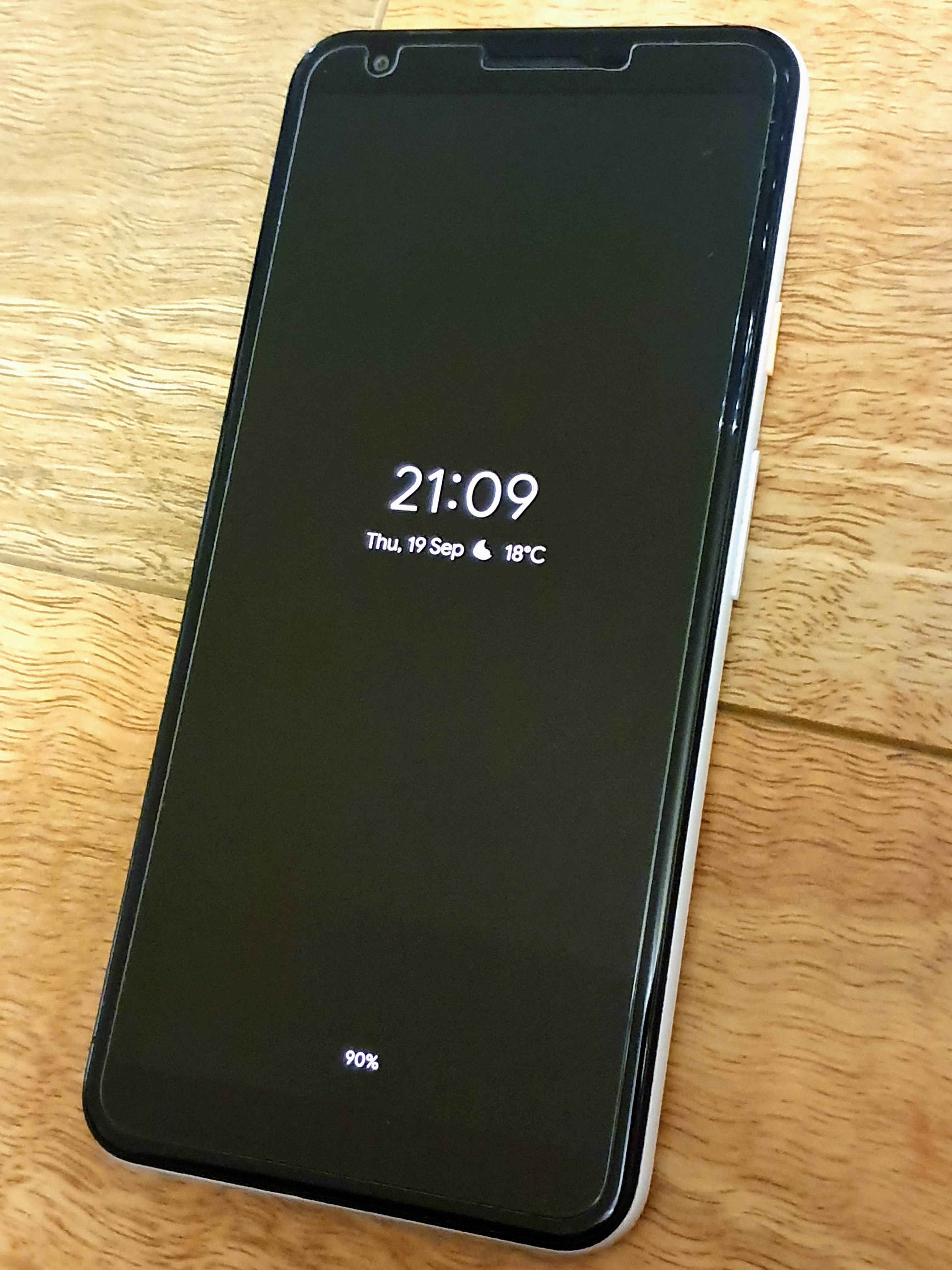
常時表示モード下のPixel 3a XL

常時表示ディスプレイ（じょうじひょうじディスプレイ、英語: Always on Display）は、スマートフォンなどにおいて、スリープ状態でも最低限の情報を表示し続けるディスプレイである。常時点灯ディスプレイとも呼ばれる。 

## 概要
通常、多くのスマートフォンではスリープ時に画面は完全に消灯するが、この常時表示ディスプレイを搭載した端末では完全に消灯せず、例えば時刻や通知、天気などの情報を表示し続ける。この技術は元来の画面全体が発光する液晶ディスプレイでは消費電力等の問題から現実的ではなかった。しかしながら液晶ディスプレイにかわって、新たに画面の一部のみ発光できるディスプレイである、有機エレクトロルミネッセンス（有機EL）が登場したことによって常時表示できるディスプレイが実現した。さらに、可変リフレッシュレートを用いて、常時表示中にリフレッシュレートを通常より大幅に減らすことによってさらに消費電力を抑えている機種も存在する。

## 利用
前述の通り、多くスマートフォンに用いられる機能であるが、Apple Watchに代表されるスマートウォッチも搭載している。

## 歴史
このディスプレイは2009年にノキアがN86に初めて導入した。その後もノキアのスマートフォンに搭載され標準機能となった。続いて多くのAndroidを搭載した端末に搭載され、HuaweiやMotorola、LG、Samsungなどがこの画面を採用した。
Googleも追従し、2017年にGoogle Pixel 2に採用した。2019年にはAppleがApple Watch Series 5に初めてこのディスプレイを搭載し、時刻表示の常時表示に対応した。また、2022年に発売されたiPhone 14 ProとiPhone 14 Pro MaxにiPhoneとして初めてこの機能を搭載し、話題となった。